# Ożaglowanie Va Marie

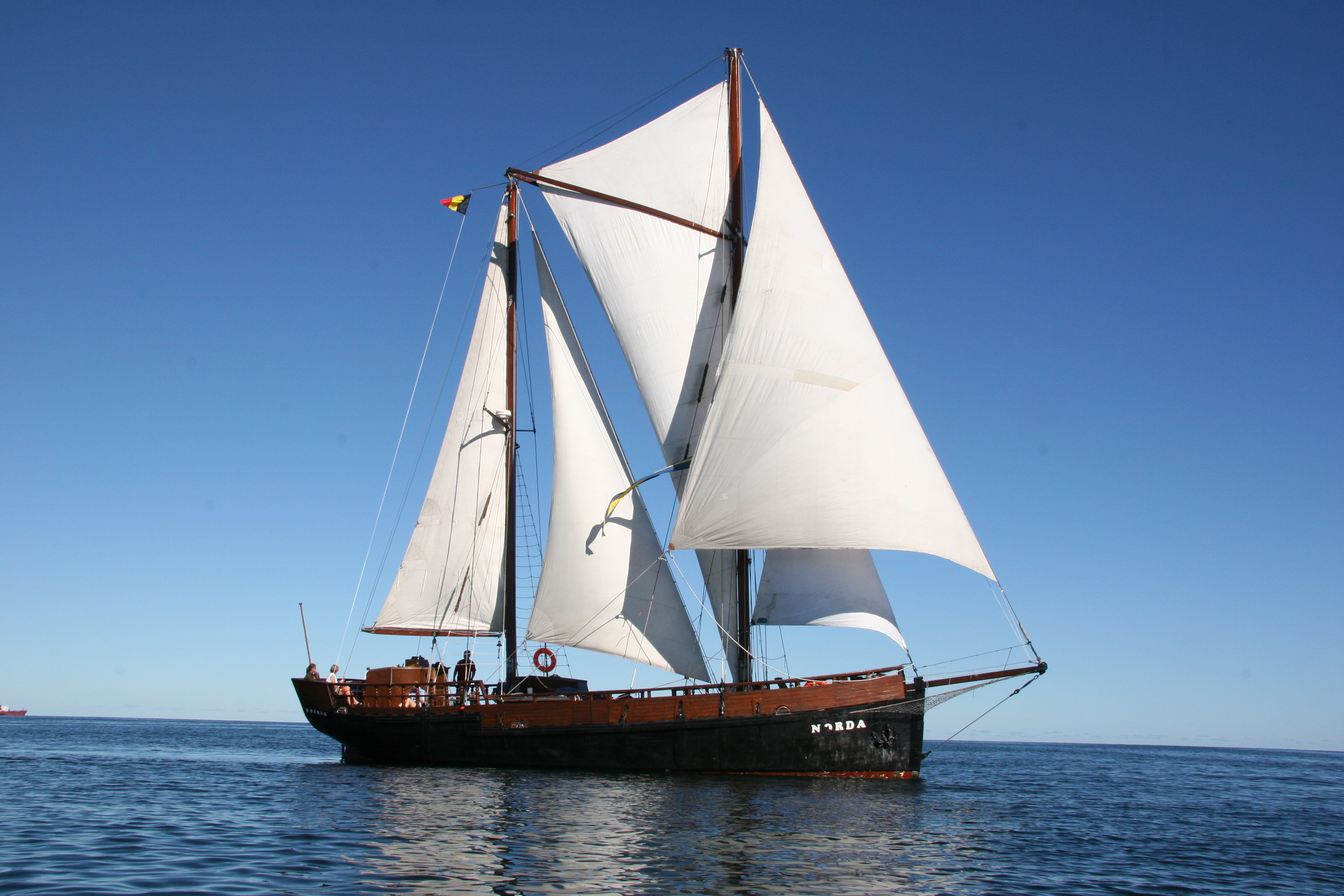
s/y Norda - kecz Va Marie

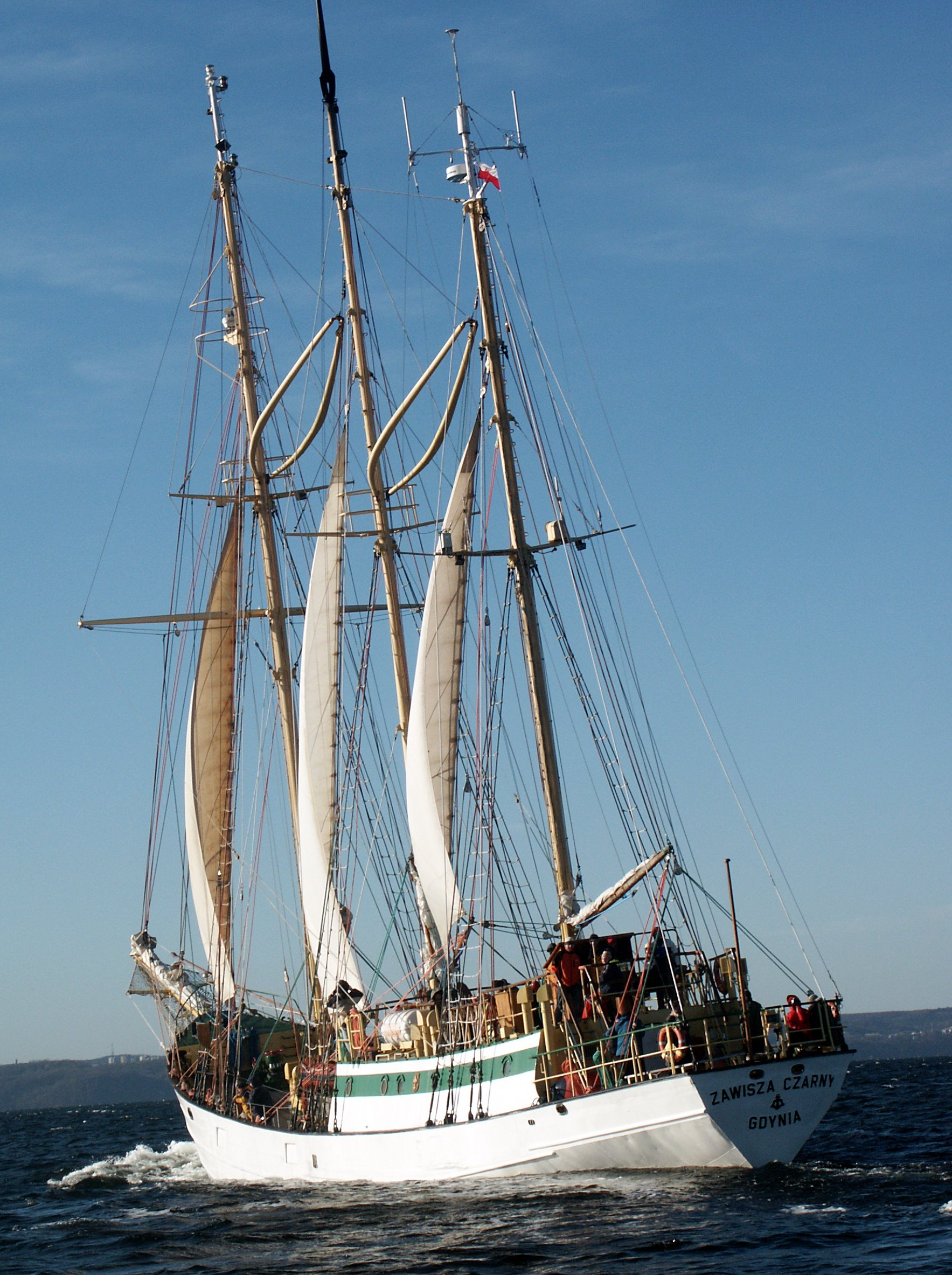
Zawisza Czarny II - szkuner Va Marie

Ożaglowanie Va Marie – rodzaj ożaglowania skośnego z trójkątnym żaglem przymasztowym. Róg szotowy żagla znajduje się wysoko (około 2/3 wysokości żagla) i jego szot nie może być wybierany z pokładu a jedynie z następnego masztu. Często stosowane jest dodatkowe drzewce - gafel żebrowy (zwane także z niemiecka szprajc- lub szprajsgaflem) przypominające konstrukcyjnie rozwiązanie stosowane w ożaglowaniu windsurfingów. Czasami (Zawisza Czarny II) żagiel jest czworokątny i może posiadać krótki bom. 
Ten typ ożaglowania stosowany jest w połączeniu z apslem lub innymi sztakslami międzymasztowymi (grotsztaksel), ponieważ kształt żagla Va Marie umożliwia ich jednoczesną pracę.
Ze względu na konieczność wybierania szotów z następnego masztu ożaglowanie stosowane jest na jednostkach co najmniej dwumasztowych. 
Można zetknąć się z tak ożaglowanym keczem - np. s/y Norda, szkunerem - Zawisza Czarny II, barkentyną - Running On Waves.